# Коулшед, Мэри
Дама-бригадир Мэри Фрэнсис Коулшед DBE TD (англ. Dame Mary Frances Coulshed; 10 ноября 1904, Шеффилд — 1998, Хендон, Лондон) — британская военнослужащая, бригадир Британской армии, в 1950—1954 годах командир Женского королевского армейского корпуса.
Во время Второй мировой войны служила в войсках территориальной обороны, в 1953 году награждена Орденом Британской империи (дама-командор) и Территориальным знаком отличия.